# مؤشر الجوع لدولة الهند
مؤشِر الجوع لدولةِ الهند هو أداة لحِساب الجوع وسوء التغذية على المستوى الإقليمي في الهند. وهو مبني بالطريقة نفسها التي وضعها مؤشر الجوع العالمي لعام 2008 وتم حِسابه لـ 17 ولاية في الهند، حيثُ شَمل أكثر مِن 95٪ مِن السُكان.
تم تطوير المؤشر مِن قِبَل المَعْهد الدولي لبحوث السياسات الغذائية وقدَّمَ لأولِ مَرةٍ في عام 2008 بالاشتراكِ مع مُنظمةِ ويلت هنجر هيلف منظمة غير حكومية وقِسم الاقتصاد بجامعة كاليفورنيا

## الخلفية
على الرغم من الأداء الاقتصادي الجيد، مع وجود أكثر من 200 مليون شخص يعانون من انعدام الأمن الغذائي، فإن الهند تضم أكبر عدد من الجوعى في العالم. في تصنيف مؤشر الجوع العالمي لعام 2017 ، يغطي المركز 100 من بين 119 دولة مصنفة ويواجه وضعًا «خطيرًا» للأمن الغذائي بنسبة 31.4. وتتمثل المشكلة الرئيسية في البلد في ارتفاع معدل انتشار نقص الوزن لدى الأطفال دون سن الخامسة، وهو ما يرجع إلى انخفاض مستوى التغذية والحالة التعليمية للمرأة.
بينما كان هناك اهتمام بالجوع ونقص التغذية على المستوى المركزي، داخل النظام السياسي في الهند، فإن الدول هي وحدات سياسية مهمة فيما يتعلق بتخطيط وتنفيذ برامج التنمية. وبالتالي، فإن تفريغ مؤشر الجوع على مستوى الولايات الفيدرالية هو أداة مهمة لبناء الوعي بالفوارق في الجوع فيما بينها. بالإضافة إلى ذلك، يمكن أن يساعد التباين في المساهمة النسبية للمكونات الأساسية لمؤشر الجوع عبر مختلف الولايات الهندية في تحفيز النقاش حول دوافع الجوع في السياق المختلف للولايات.

## المعلومات والبيانات الاساسيه
وقد شيد هذا المؤشر بنفس الطريقة التي بني بها الرقم القياسي العالمي للجوع الذي يتبع نهجا متعدد الابعاد لقياس الجوع وسوء التغذية. وهو يجمع بين ثلاثه مؤشرات مرجحه بالتساوي:
1. نسبه الذين يعانون من نقص التغذية كنسبه مئوية من السكان مما يعكس نسبه السكان الذين لا يحصلون علي الغذاء الكافي
2. انتشارالأطفال ناقصي الوزن دون سن الخامسة مما يشير إلى نسبه الأطفال الذين يعانون من فقدان الوزن أو النمو المنخفض
3. معدل وفيات الأطفال دون سن الخامسة الذي يعكس جزئيا التازر المميت بين المدخول الغذائي والبيئات غير الصحية.

يستخدم هذا النموذج مصدرين للبيانات لتقدير مستوي الولايات الهندية: وهما الجولتان الأوليان من الدراسة الاستقصائية الوطنية لصحة الاسره (2005-2006) بالنسبة للهند وبيانات استقصاء العينات الوطنية من 2004 إلى 2005. ويتم حسابه وتقديمه ل 17 دوله رئيسيه تغطي 95 في المائة من سكان البلاد. وفي حين ان الدراسة الاستقصائية الوطنية لصحة الاسره لها حجم عينه كبير بما فيه الكفاية لكي تسفر عن تقديرات تمثيليه لمعدلات نقص الوزن والوفات لدي الأطفال حتى بالنسبة للولايات الصغيرة والأقاليم الاتحادية في البلد، فان حجم عينه الاستقصاء الوطني للعينات غير كافيه لتقدير معدلات نقص التغذية في هذه الأماكن. ولذلك، يقصر النموذج العينة علي الدول التي يعطيها تقديرات دقيقه لمستوي الولايات.